# Doğu Perinçek
Doğu Perincek (Gaziantep, 17 de junho de 1942) é um político turco de seu país. É também o líder do Partido dos Trabalhadores, em turco İşçi Partisi(İP).